# Moussages
Moussages é uma comuna francesa na região administrativa de Auvérnia-Ródano-Alpes, no departamento de Cantal. Estende-se por uma área de 18,76 km². Em 2010 a comuna tinha 279 habitantes (densidade: 14,9 hab./km²).